# Tampere-Halle

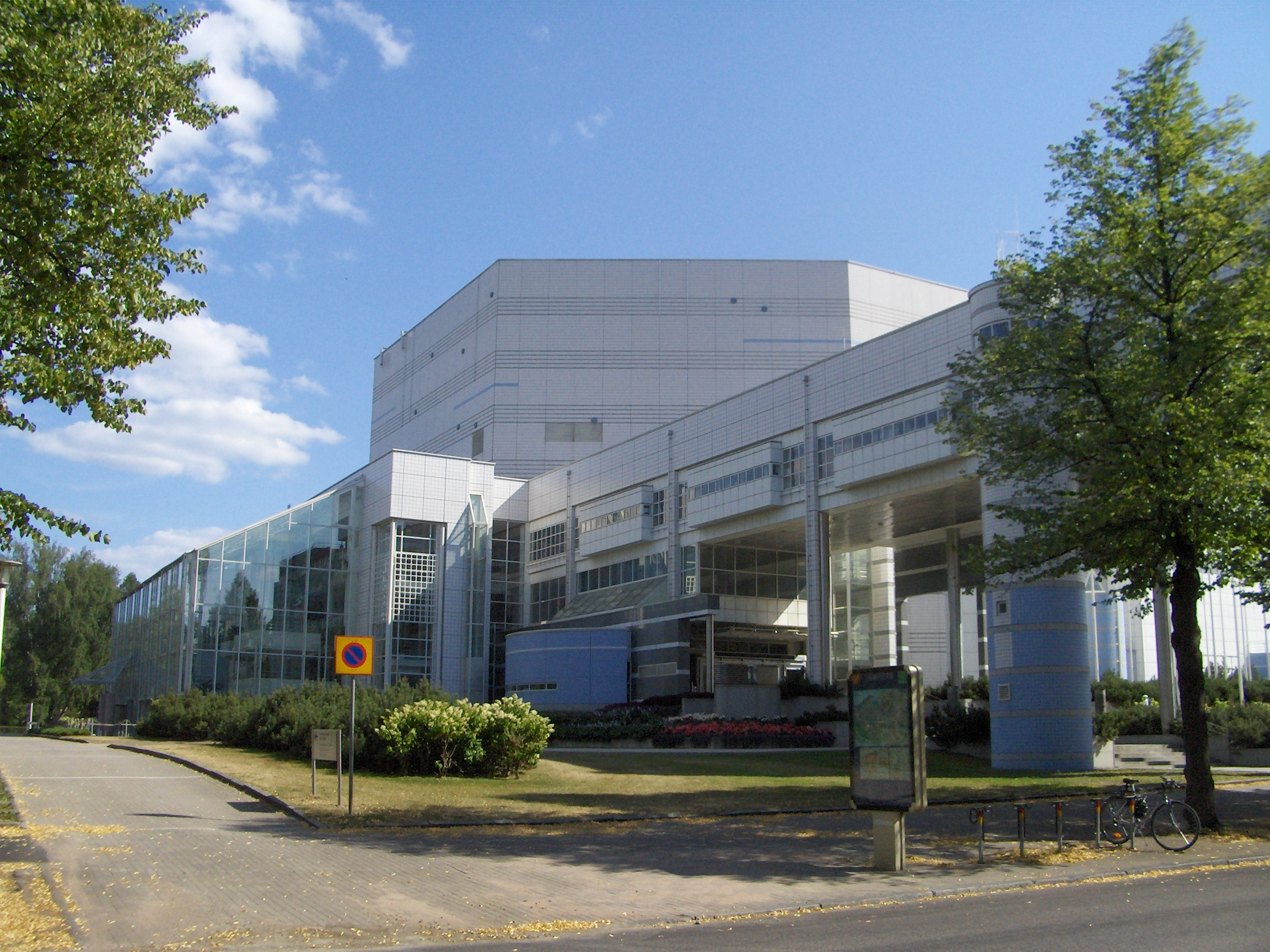
Tampere-Halle

Die Tampere-Halle (finn.: Tampere-talo) ist eine Veranstaltungs- und Kongresshalle im Zentrum der südwestfinnischen Stadt Tampere. Sie gilt als eine der größten in Nordeuropa. Die beiden Architekten Sakari Aartelo und Esa Piironen entwarfen die Halle, die am 29. September 1990 vom damaligen finnischen Präsidenten Mauno Koivisto feierlich eröffnet wurde. Die architektonische Struktur des Gebäudes wird von einfachen geometrischen Figuren wie Rechtecke, Quadrate, Kreise, oder Trapeze gebildet. Baumaterialien sind weiße Keramikplatten, grauer Granit und Glas.
Das Haus verfügt über fünf Säle und Tagungsräume, der größte von ihnen bietet je nach Bestuhlung bis zu 750 Menschen Platz. Darüber hinaus hat die Tampere-Halle einen kleineren Hörsaal für bis zu 200 Menschen, der auch für Konzertveranstaltungen eingesetzt wird. Die zwei Hauptauditorien fassen 500 bzw. 1.800 Menschen. Etwa zwei Drittel sind finnische Veranstaltungen, ein Drittel internationale.